# 宇文什肥
宇文什肥（508年—534年），宇文颢长子。

## 生平
什肥十七岁时，父宇文颢战死，自伤早孤，事母阎姬至孝。
后来其叔父宇文泰入关，什肥因不愿离开母亲，留在晋阳。宇文泰与高欢争雄，平定秦、陇，高欢遂杀什肥。
宇文泰子北周武帝于保定（561年—565年）初年，追赠伯父宇文颢邵惠公，堂兄宇文什肥大将军、小冢宰、大都督、冀定等六州诸军事、冀州刺史，袭爵邵国公，谥景，即邵景公。
什肥被害时，儿子宇文胄年幼，被高欢阉割，当时被扣在北齐，武帝下诏以什肥胞弟宇文护子宇文会袭邵国公。天和年间（566年—572年），周齐通好，宇文胄才得以回到关中袭封邵国公。